# Dryopteris sublacera
Dryopteris sublacera är en träjonväxtart som beskrevs av Christ. Dryopteris sublacera ingår i släktet Dryopteris och familjen Dryopteridaceae. Inga underarter finns listade.

## Bildgalleri

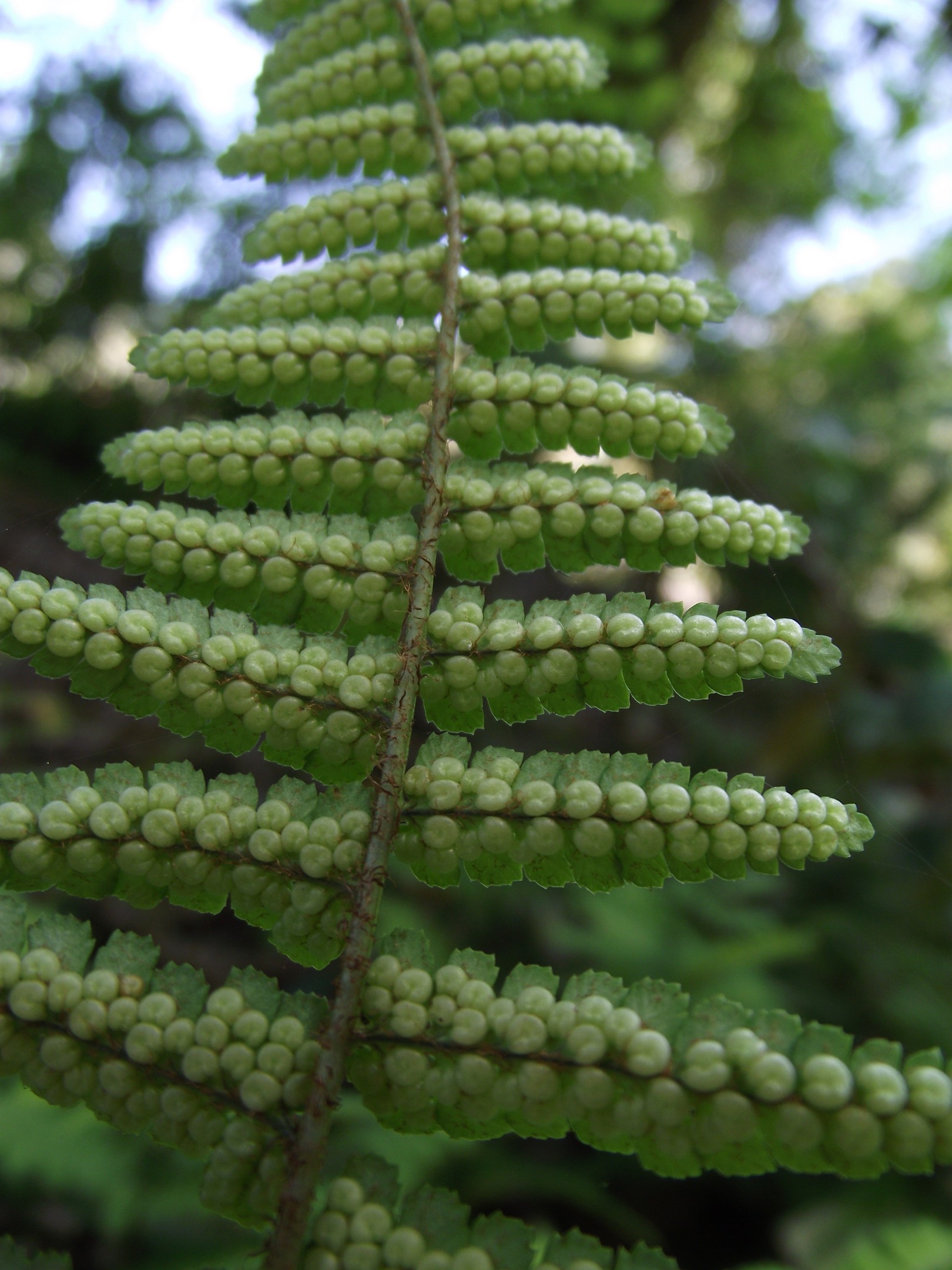